# NGC 5347
NGC 5347 је спирална галаксија у сазвежђу Ловачки пси која се налази на NGC листи објеката дубоког неба.
Деклинација објекта је + 33° 29' 27" а ректасцензија 13h 53m 18,0s. Привидна величина (магнитуда) објекта NGC 5347 износи 12,6 а фотографска магнитуда 13,4. Налази се на удаљености од 36,7000 милиона парсека од Сунца. NGC 5347 је још познат и под ознакама UGC 8805, MCG 6-31-7, CGCG 191-7, KUG 1351+337A, IRAS 13510+3344, PGC 49342.